# Леонтій (Лебединський)
Митрополит Леонтій (у миру Іван Олексійович Лебединський; 22 січня (3 лютого) 1822, село Нова Калитва, Острогозький повіт, Воронезька губернія — 1 (13) серпня 1893) — релігійний діяч на Поділлі, родом із Слобідської України. Організатор православної освіти, водночас — відвертий погромник католицьких середовищ на Правобережній Україні, запровадив жорстку асиміляцію українських духовних обрядів у загальноімперському дусі.
Єпископ Російської православної церкви (безпатріаршої).

## Біографія

### Походження
Син священика с. Нова Калитва, Острогозького повіту, Воронезької губернії, що в Слобідській Україні.

### Молодість
Початкову освіту здобув у Павловському духовному училищі, а середню у Воронезька духовна семінарія Воронезькій духовній семінарії, курс якої закінчив на відмінно у 1843 році: тоді на публічному іспиті в семінарії був присутній Воронезький архієпископ Антоній; він так був зворушений наснагою промови обдарованого вихованця семінарії Лебединського, що з особливим почуттям благословив його і, поклавши руки на голову оратора, помітно для всіх присутніх на іспиті, прочитав якусь молитву. Цей знаменний факт був передбаченням майбутнього високого призначення молодого вихованця семінарії. У цьому ж році Лебединський поступив в Санкт-Петербурзьку духовну академію в число студентів XVII курсу.
У 1847 році молодий студент перед закінченням академічного курсу постригся в чернецтво з ім'ям Леонтій, 8 червня був висвячений на ієродиякона, а 18 липня — у сан ієромонаха.

### Викладацька діяльність
По закінченні курсу академії молодий чернець був призначений професором і помічником ректора Санкт-Петербурзької духовної семінарії, а потім, у тому ж 1847 році, інспектором та професором богослов'я Київської духовної семінарії, де і прослужив до 1852 року, коли був переведений інспектором в Київську духовну академію зі званням екстраординарного професора, а 15 лютого 1853 року возведений у сан архімандрита.
У 1856 році архімандрит Леонтій був призначений ректором Володимирської семінарії, в 1857 році переміщений на ту ж посаду до Новгорода, а з 17 травня 1859 по 5 березня 1860 року був ректором Санкт-Петербурзької семінарії, будучи водночас членом конференції духовної академії і зовнішнього академічного правління.
І в академії, і в семінаріях він залишив по собі найкращі спогади як про талановитого наставника, так і доброго та авторитетного керівника. Є. В. Барсов в 1893 році писав: «учні преосвященного Леонтія ніколи не забудуть моральний образ свого вчителя, особливо ті, в яких запалена ним іскра вогню божественного».

### Архієрейство
Заслуги ректора Санкт-Петербурзької семінарії високо оцінив і митрополит Новгородський і Санкт-Петербурзький Григорій, людина глибокого розуму і твердого характеру, і, за його клопотанням, архімандрит Леонтій 5 березня 1860 р. був призначений Ревельським єпископом, вікарієм Санкт-Петербурзької митрополії; 10 березня того ж відбулося наречення, а 13-го — хіротонія його на єпископа в освяченому незадовго перед тим Ісаакіївському соборі.
17 червня 1860 року помер митрополит Григорій, і преосвященному Леонтію доручено управління Санкт-Петербурзькою митрополією до прибуття нового архіпастиря. Новопризначений митрополит Ісидор також оцінив обдарування свого вікарія, полюбив його і до кінця життя (1892 р.) зберіг до преосв. Леонтія почуття щирої поваги.
У серпні 1861 року владика посланий Св. Синодом на освячення, спорудженого працями відомого протоієрея Йосифа Васильєва в Парижі, храму на честь Олександра Невського, яке було звершено 30 серпня. Виголошене при цій події преосвященним Леонтієм слово було перекладено і видано французькою мовою. Він був першим російським архієреєм, який побував в Європі; своїм розумом і чуйним зверненням зачарував як французів, так і російську колонію в Парижі, що, за зауваженням очевидців, прискорило перехід у православ'я відомого вченого абата і доктора богослов'я Рене-Франсуа Гетте, який помер православним священиком. У 1861-1862 рр. преосв. Леонтій був членом губернської присутності по забезпеченню духовенства Санкт-Петербурзької єпархії та головою єпархіального комітету з обговорення питань програми Височайше затвердженої Присутності у справах православного духовенства, головою історико-статистичного Комітету для опису Санкт-Петербурзької єпархії та Комітету для розгляду положень про перетворення духовних училищ.
20 грудня 1863 року преосвященний Леонтій був призначений єпископом Подільським і Брацлавським. У цій єпархії він багато зробив корисного: поступово було збільшено утримання наставників духовної семінарії, поліпшені шкільний побут і обстановка вихованців семінарії, для розвитку смаку церковного живопису був відкритий клас іконопису. У 1864 році преосвященний Леонтій відкрив у місті Кам'янці училище для дівиць духовного звання і поліпшив Тульчинське жіноче училище, незадовго перед тим відкрите з ініціативи відомого протоієрея Василя Гречулевича.
З поліпшенням матеріального побуту духовенства він підніс і його освітній та моральний рівень, але доклався до ліквідації національних українських особливостей у релігійному, суспільному та приватному житті духовенства, які трактувалися як греко-католицькі.

Своїм моральним впливом преосвященному Леонтію вдалося значно перевиховати духовенство Подільської єпархії, хоча в листі від 10 листопада 1872 року до свого земляка, архієпископа Тульського Никандра він писав, що
...дух шляхетства і жидівську меркантильність в духовенстві Подільської єпархії не скоро ще викурити можна.
Для поліпшення побуту та освіти народу він багато потрудився у справі устрою церковних братств, парафіяльних опікунств, церковнопарафіяльних шкіл і притулків. Задля ослаблення католицької пропаганди, він наполіг на закритті єпископської католицької кафедри в Кам'янці і католицької духовної семінарії; за його ж наполяганням закриті і передані були в православне відомство і деякі костели. При ньому ж і за його ініціативою засновані були емеритура і окружні піклування для заштатного духовенства, для вдів і сиріт духовного звання.
Архіпастирська діяльність Леонтія оцінена була урядом гідно: 8 квітня 1873 року він був зведений в сан архієпископа. Від постійної боротьби з полонізмом, "єзуїтством", від різноманітних і непосильних праць преосвященний Леонтій, за його власними словами, «змучився і зіпсував здоров'я».
2 жовтня 1874 року преосвященний Леонтій переміщений був на Херсонську кафедру. Його послання до пастирів і вірних Херсонської єпархії від 25 грудня 1874 року представляє літературну пам'ятку турбот преосвященного про свою нову паству.
Не встиг ще архієпископ Леонтій цілком ознайомитися з Херсонською єпархією, накреслити дуже важливі заходи, спрямовані до ослаблення розповсюдженої по єпархії штунди, як 16 листопада 1875 року відбулося переміщення його до Холмсько-Варшавської єпархії, в найголовніший осередок полонізації, як випробуваного стража і борця за православ'я. І з цього часу починається блискучий період 16-річної архіпастирської діяльності преосвященного Леонтія, докладне зображення якої знаходиться у виданих П. Н. Батюшковим обширних історичних описах Поділля і Холмської Русі. Перед ним стояла важка і складна задача утвердити в православ'ї возз'єднаних у 1875 році греко-католиків. Для цієї мети і взагалі для відродження російського духу в Холмсько-Варшавській єпархії та утвердження православ'я в Привіслянському краї було збільшений склад причтів майже при всіх міських церквах, відновлено чимало храмів, також влаштовано багато нових; відновлені в Пагорбі і Замості православні братства, відкрито при Варшавському кафедральному соборі Свято-Троїцьке братство, Яблочинський чоловічий монастир (древній пам'ятник православ'я в краї, був перетворений і зведений на ступінь першокласного); у Лісній, колишньому центрі латинської пропаганди, влаштована православна жіноча чернеча громада. З метою інтелектуального і морального піднесення рівня духівництва і авторитету його в очах іновірців, преосвященний Леонтій перетворив Холмську греко-католицьку семінарію на взірець всеросійських православних семінарій, для якої, за його наполяганням, було збудовану прекраснішу будівлю в Холмі. Тут же незабаром відкрито було духовне училище, перетворене з колишньої причетницької школи. Архієпископ Леонтій посилив благочинницький нагляд за парафіяльним духовенством, випросив від уряду збільшення окладів платні духовенству. У турботах про інтелектуальний і моральний успіх народу владика відновив церковні братства і підсилив їх діяльність, збільшив число церковнопарафіяльних шкіл і опікунств, влаштував притулки при Яблочинському монастирі та Леснинській громаді, посилив церковну проповідь. Відновлене преосвященним Леонтієм у 1879 році Холмське Православне Свято-Богородицьке братство для зміцнення православ'я в Холмській Русі в 1885 році вперше випустило у світ «Холмський народний календар» з метою витіснити з ужитку складені в народі в латинсько-польському дусі календарі.
За видатні заслуги в управлінні Холмсько-Варшавською єпархією Преосв. Леонтій був призначений листовим Найвищим рескриптом від 17 листопада 1891 року Московським митрополитом. Служіння владики на кафедрі Московської митрополії тривало лише півтора року, але воно ознаменоване двома важливими подіями церковно-суспільного життя російського народу, а саме: створенням церковно-народного вшанування 500-річчя з дня смерті преподобного Сергія Радонезького і фототипічним виданням (цілком на засоби преосвященного Леонтія) "Нового Завіту", писаного рукою святителя Алексія, митрополита Московського і духовного друга Сергія Радонезького.
Мирна кончина його наступила 1 серпня 1893 року. Похований у Троїце-Сергієвій Лаврі під склепіннями Успенського собору.

## Праці
- «Мысли о цели жизни человеческой», статья, напечатанная в «Духе Христианина» за 1864 г.
- «Слова, поучения и речи в дни воскресные и праздничные», впервые изданные в 1867 г., переизданные в двух томах в 1876 и 1888 гг.
- Несколько слов, не вошедших в полное собрание, напечатано отдельно.
- «Письма» его, напечатанные в «Чтениях Общества и Древностей Российских» за 1908 г. и в «Русской Старине» за 1901 г, № 8, и «Из лекций по нравственному богословию», Сергиев Посад, 1892 г.